# Jeroen Hopster

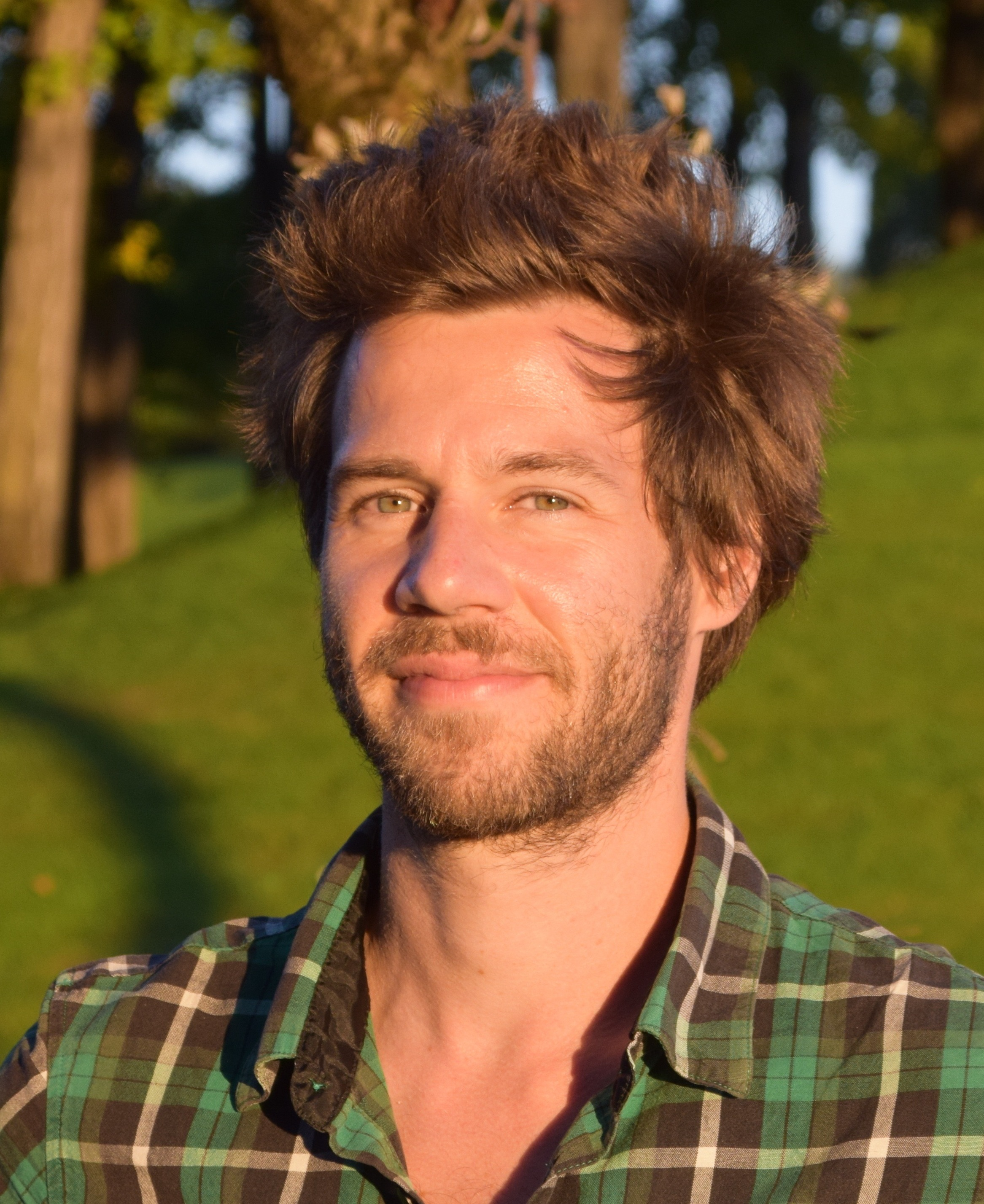
Jeroen Hopster in 2018

Jeroen Hopster (Amsterdam, 1987) is een Nederlandse filosoof en schrijver. Voor Filosofie Magazine schrijft hij de maandelijkse rubriek Moreel Dilemma. Aan de Universiteit van Graz doet hij academisch onderzoek naar klimaatethiek. 

## Loopbaan
Hopster studeerde aan de universiteiten van Amsterdam, Edinburgh, Melbourne, Harvard en Utrecht. In Utrecht behaalde hij in 2019 zijn doctoraat in de filosofie. Hij verrichtte zijn promotieonderzoek binnen het NWO-project Evolutionary Ethics, geleid door Herman Philipse. Zijn onderzoeksinteresse gaat uit naar vragen op het snijvlak van ethiek en wetenschap. 
In 2013 won Hopster de essaywedstrijd van de Academische Boekengids (tegenwoordig dNBg), met een essay over het leven en denken van Stephen Jay Gould. In 2015 werd hij genomineerd voor de Jan Hanlo Essayprijs klein, met een essay over David Attenborough en liefde in het dierenrijk.
Hij was enkele jaren redacteur van Filosofie Magazine, waarvoor hij samen met Maarten Boudry de rubriek Denkfouten schreef. 

## Familie
Hopster is een kleinzoon van Winnie Arendsen de Wolff.
- Système universitaire de documentation: 194517918
- Virtual International Authority File: 280900635